# Hummer H2
Hummer H2 – samochód osobowy typu SUV klasy wyższej produkowany pod amerykańską marką Hummer w latach 2002–2009.

## Historia i opis modelu

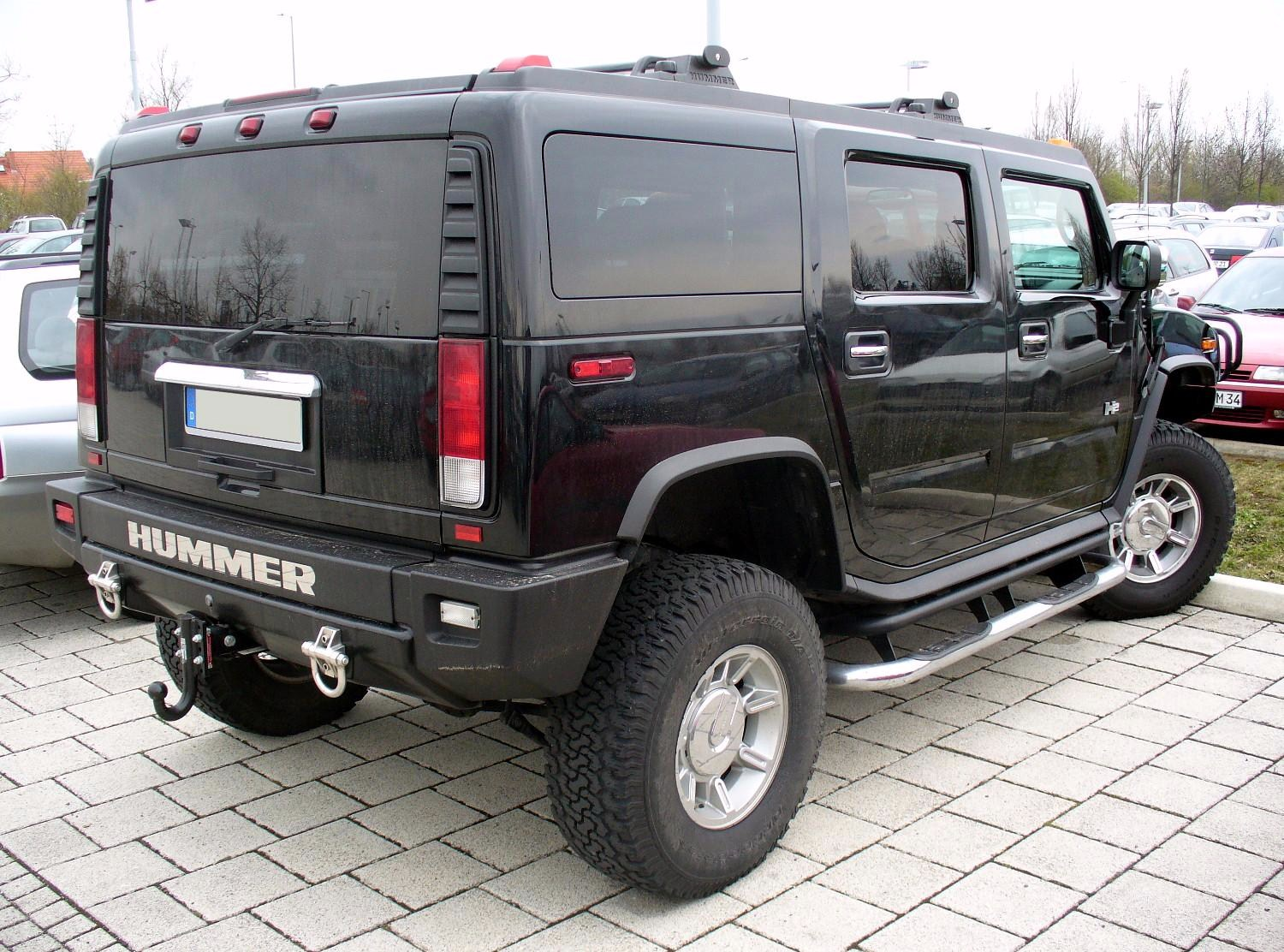
Hummer H2 – tył

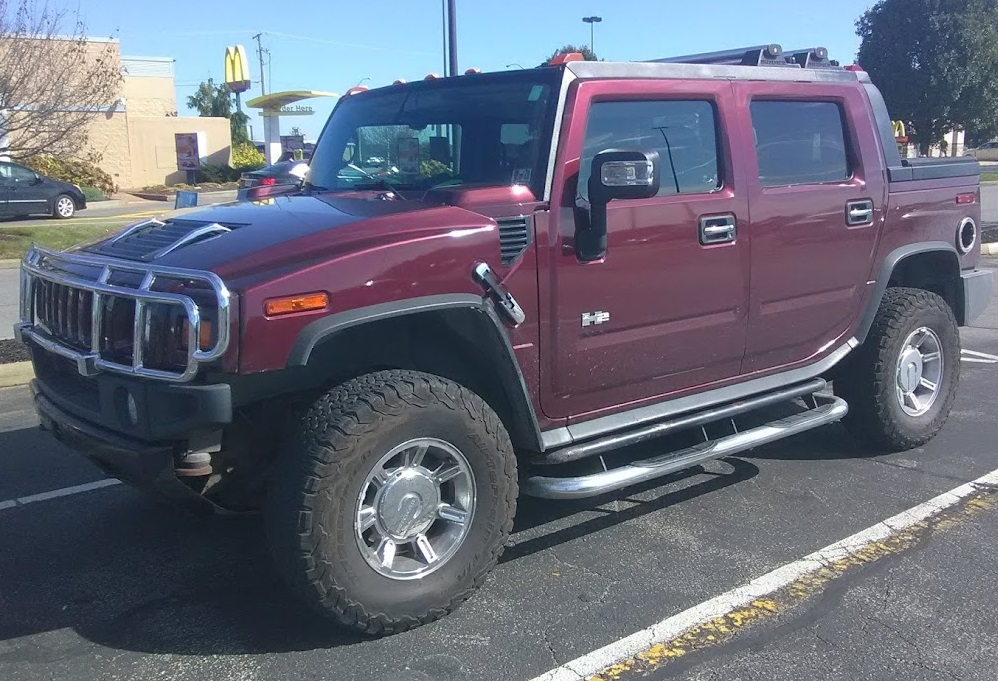
Hummer H2 SUT

W 2002 roku Hummer wdrożył do sprzedaży swój pierwszy model opracowany od podstaw na potrzeby rynku komercyjnego. Charakterystycznymi cechami wizualnymi modelu były m.in. masywność, mała powierzchnia szyb, duże rozmiary błyszczących, chromowanych felg i duża liczba innych elementów chromowanych w nadwoziu.
Konstrukcja H2 została oparta na ramie podobnej wielkości SUV-a Chevroleta – modelu Tahoe. Do napędu posłużył silnik benzynowy V8 Vortec 6.0 l o mocy od 321 KM. Stały napęd na cztery koła przekazywany jest za pośrednictwem automatycznej, czterobiegowej skrzyni biegów i dwubiegowego reduktora. Hummer H2 w przeciwieństwie do H1 nie jest samochodem ciężarowym, gdyż jego masa dopuszczalna całkowita wynosi 2900 kg.
Hummer H2 był też samochodem o bogatym wyposażeniu standardowym, obejmującym system DVD, podgrzewane skórzane fotele, klimatyzację, otwierany dach, system audio czy komputer pokładowy podający informacje o 28 różnych parametrach dotyczących funkcjonowania samochodu itp.

### H2 SUT
W 2004 roku ofertę Hummera uzupełnił pickup oparty na podstawie H2 o nazwie H2 SUT, który, podobnie jak H2, miał dwie pary drzwi i 5-miejscową kabinę pasażerską. Wyróżnikiem był otwarty przedział transportowy zamiast tradycyjnego bagażnika.

### Silniki
- V8 6.0l 321 KM
- V8 6.0l 329 KM
- V8 6.2l 398 KM